# Гучи
Гучи (на италиански: Gucci) е италианска модна къща, активна в сектора на висшата мода и луксозните артикули, базирана във Флоренция, Италия. Продуктите ѝ включват кожени изделия, обувки, аксесоари, облекло, бижута, часовници, козметика, парфюми и колекция от мебели за дома и декоративни аксесоари.
Основана през 1921 г. във Флоренция от Гучо Гучи, „Гучи“ се превръща в международно известна марка и икона на Долче вита. През 1980 г. семейство Гучи постепенно продава акциите на компанията, която през 1999 г. е придобита от френската група Пино-Прентам-Редут (Pinault-Printemps-Redoute), сегашна Керинг (Kering).
През 2019 г. Гучи има 487 магазина със 17 157 служители и генерира продажби от 9,628 милиарда евро (8,2 милиарда евро през 2017 г.). Главен изпълнителен директор на къщата е Марко Бицари от 2014 г., а Алесандро Микеле е творчески директор от 2015 г.

## История
През 1898 г., на 17-годишна възраст, Гучо Гучи (1881 – 1953) решава да емигрира сам в чужбина, за да направи състояние. Роден в историческо флорентинско семейство, той го оставя в спорове и кавги с баща си Габриело Гучи, чиято работилница за сламени шапки фалира, жертва на криза в сектора. Дестинацията му първо е Париж, после Лондон – тогавашни столици на световните модни империи: той веднага търси работа и е нает като портиер в хотел „Савой“, един от най-ексклузивните в света. Докато работи, Гучо остава в тесен контакт с висши буржоазни или високопоставени лица, заобиколен от лукс и богатство, придобивайки изострено чувство за вкус, качество и стил. Той е очарован от скъпоценните багажи, чанти и куфари на престижните гости.
След 4 години Гучо се завръща във Флоренция, където се жени за Аида Калвели, която работи в шивашкото ателие на баща му. След това работи още 4 години в Compagnie Internationale des Wagons-Lits – европейската железопътна компания, специализирана в луксозни пътувания. След завръщането си от военна служба по време на Първата световна война Гучо работи в Милано, първо за куфарите Botto, а след това в магазин за кожа Franzi - друга известна компания за луксозни аксесоари, на която Гучо става директор. Това са решаващите опити в обучението за него, както в областта на обработката на кожи, така и в продажбата на продукти.

### 1921 г.: дебют във Флоренция
Носталгията, въпреки честите пътувания до там, да я види отново, кара Гучо Гучи да се завърне завинаги в Тоскана. През 1921 г. той се установява във Флоренция и на ул. „Виня Нуова“ №7 (Via della Vigna Nuova) отваря първия си магазин: Azienda Individuale Guccio Gucci – малък магазин, където продава вносни кожени куфари. В допълнение той отваря малка работилница на ул. „дел Парионе“ 11, която произвежда обикновени кожени изделия, но също така и артикули за пътуване и сарашки принадлежности за езда, направени от местни занаятчии; за да финансира откриването, съпругата му Аида намира партньор инвеститор (по-късно Гучо поема акциите, за да запази изключителната собственост). Сребърната нишка, използвана за кожите, започва да се тъче в Неапол, а след това приключва в Германия. Разширява се чрез изграждане на по-голяма фабрика, за да приюти занаятчиите. Кожените аксесоари на къщата винаги се отнасят до областта на конния спорт: скобата и стремето първо, зелено-червено-зелена панделка, вдъхновена от долната част на седлото след това, оставайки верни на типичните флорентински кожи. През 1925 г. марката става известна благодарение и на конкретен модел пътна чанта, който се радва на огромен успех.
След фашисткия възход през 1930-те години, принуден да се бори с недостига на материали, Гучо Гучи експериментира с юта, коноп и лен, създавайки модели, станали емблематични. През този период той пуска първите чанти, ставайки все по-известен и ценен. Децата и съпругата му са включени в семейния бизнес и благодарение на нарастващото признание компанията отваря първия си магазин в Рим, на ул. „Кондоти“, през 1938 г. и по-късно друг бутик в Милано.

### Следвоенен период и Долче Вита
След Втората световна война компанията е в ръцете на Гучо и тримата му синове Алдо, Родолфо и Васко. Марката „Гучи“ се готви да изживее особено положителен период: през 1947 г. на пазара излиза прочутата бамбукова чанта, а през 1952 г. – уникалните мокасини. Това са годините на мотото „Качеството се помни дълго, след като цената е забравена”. Въпреки смъртта на Гучо Гучи през 1953 г. компанията продължава да процъфтява и в края на същата година отваря бутик в Ню Йорк, който е последван от няколко други, така че район на града е известен като Gucci City. Следват Лондон, Палм Бийч, Париж и е въведено логото с двойното G.
През 1966 Родолфо Гучи се обръща към Виторио Акорнеро де Теста, за да създаде Флора – шалът, предназначен за принцесата на Монако Грейс Кели и през същите години марката става много популярна сред холивудските звезди. Успехът на Гучи в САЩ води до глобалното ѝ развитие с откриване на нови магазини в Азия (Токио и Хонконг) и в Близкия изток, както и първия франчайз магазин в Брюксел. В края на 1960-те години Гучи има 10 магазина в Съединените щати и поради това Джон Ф. Кенеди определя Алдо Гучи като първия „италиански посланик в Съединените щати“. Продуктите на Гучи се носят от всички най-известни личности на времето, включително Одри Хепбърн и Джаки Кенеди, на които е посветена чантата Jackie O. Гучи е и първата модна къща, която си сътрудничи с други сектори: известна е с партньорството си с Ролс-Ройс и с Америкън Моторс. От 1978 до 1984 г. производител на каросерии от Маями пуска на пазара издание на Гучи на седана Кадилак Севил (моделът от 1978 г. е изложен в Музея на Гучи във Флоренция).
През 1970-те години популярността на Гучи нараства рязко и марката става основна мишена на индустрията за фалшификации. Лабораториите на Гучи разработват специални техники за щавене, които са много трудни за фалшифициране, но само през 1977 г. Гучи инициира 34 съдебни дела за фалшифициране. В средата на 1980-те години марката участва в хиляди конфискации и съдебни дела по целия свят.
През 1985 г. мокасините на Гучи стават част от постоянната колекция на Музей на изкуството „Метрополитън“ в Ню Йорк.

### 1980 г.: семейна вражда
В края на 1970-те години семейство Гучи преживява различни проблеми. Паоло, един от синовете на Алдо, отваря самостоятелен магазин с марката „Гучи“ и предизвиква доста реакции. Магазинът е погълнат отново от къщата и през 1982 г. Гучи става акционерно дружество, от което Родолфо притежава 50%, докато останалите 50% са разделени между Алдо и синовете му. Когато Родолфо умира през 1983 г., синът му Маурицио започва правна война срещу чичо си Алдо Гучи, за да получи пълен контрол над марката. През 1986 г., на 81-годишна възраст, Алдо Гучи е осъден на една година затвор в САЩ за укриване на данъци. През 1988 г. 47,8% от Гучи са продадени на инвестиционния фонд Инвесткорп, който става собственик на 100% от акциите през 1993 г., измествайки семейството.
През 1995 г. Маурицио Гучи е убит, като инициатор на убийството е бившата му съпруга Патриция Реджани, осъдена на 26 години затвор.

### Възраждане на порно шик
През 1989 г. Доон Мело (Dawn Mello) е наета като вицепрезидент, за да възвърне богатството на компанията и да възстанови ексклузивността, която през последното десетилетие е отстъпила място на масовото производство. През 1994 г. Том Форд – млад тексаски дизайнер, е избран за творчески директор на модната къща.
Форд и Мелоу заедно възраждат марката: много модни икони са преразгледани, а стилът на марката е напълно преработен. Жената е чувствена и провокативна, често носи вложки от кожа, метал и кожа; провокативни са и рекламните кампании, като тази, в която логото на къщата се оформя от срамното окосмяване на модел.
Доменико де Соле, правен съветник на семейството от 1980-те години и назначен за главен изпълнителен директор на Гучи през 1994 г., преглежда цените на всички продукти, като постепенно увеличава рекламния бюджет на компанията от 6 милиона долара през 1993 г. до 70 милиона долара през 1997 г. През октомври 1995 г. компанията е котирана на Нюйоркската фондова борса с първоначална стойност на акциите, определена на 22 долара. От 1995 г. до 1997 г. Инвесткорп продава своите дялове в Гучи за приблизително 1,9 милиарда долара. До януари 1999 г. френският луксозен гигант LVMH притежава 34% от акциите на Гучи. Търсейки изход от контрола на LVMH, Том Форд и Доменико де Соле се обръщат към френския предприемач Франсоа Пино, ръководител на групата Pinault-Printemps-Redoute и конкурент на LVMH, който през март същата година придобива 40% от акциите на Гучи. PPR купува Ив Сен Лоран от Санофи и го продава на същата цена на групата Гучи; този ход започва един вид студена война между PPR и LVMH. Враждата приключва през септември 2001 г., когато страните най-накрая постигат споразумение.
В края на 2003 г. Том Форд и Доменико Де Соле официално обявяват, че възнамеряват да напуснат Гучи. След това са назначени трима различни дизайнери: Джон Рей, Алесандра Факинети, която става творчески директор за дамско облекло през 2004 г., и Фрида Джанини, дизайнер на Гучи от 2002 г., назначена за творчески директор на компанията през 2006 г. През 2008 г. Патрицио ди Марко, първият главен изпълнителен директор на Ботега Венета, става главен изпълнителен директор на Гучи.
Фрида Джанини смекчава порно шик експлозията на своя предшественик, трансформирайки марката „от секси в чувствена“, експериментирайки с нови „бохемски андрогинни“ стилове с реминисценция от 19 век и повторното тълкуване на икони от миналото, като като New Bamboo bag и New Jackie.
През 2011 г. Гучи отваря музей „Гучи“ във Флоренция, за да отпразнува 90 години дейност.
Между 2010 г. и 2015 г. Гучи отваря 220 нови магазина, с което общият брой на магазините достига 500.

### Постджендърен зубър шик
През декември 2014 г. дуото Ди Марко – Джанини е сменено: Марко Бицари, бивш главен изпълнителен директор на Ботега Венета, става главен изпълнителен директор на Гучи и през януари 2015 г. назначава Алесандро Микеле, бивш дизайнер на къщата от 2002 г., за творчески директор на марката. „Новият Гучи“ се ражда с изискан, интелектуален и андрогинен вкус. Алесандро Микеле стартира Гучи Ренесанс, играе си с настоящето и с миналото, като преразглежда иконите на марката и историческите вдъхновения като логото с двойното G и чантата Jackie O., и също така създава нови икони на марката като например чантата „Дионис“.
С мъжки дрехи с женствени тонове и силно въздействие на Geek-Chic, Алесандро въвежда постджендър тенденцията в Гучи.
През 2016 г. в Милано е открит Гучи Хъб – новото седалище на компанията, бивша авиационна фабрика Капрони. 
През 2017 г. Гучи стартира колекцията Décor – първата линия за обзавеждане и аксесоари за дома, докато през 2018 г. е открита Gucci ArtLab – нова творческа занаятчийска лаборатория близо до Флоренция. През ноември същата година в Ню Йорк е открита книжарницата Gucci Wooster. Марката също пуска колекция грим  и колекция бижута.
От 2015 г. до 2019 г. годишните продажби на Гучи се увеличават от 3,9 милиарда евро на 9,6 милиарда евро и след това падат през 2020 г. до 7,4 милиарда (-22%) поради коронавирусната пандемия.

## Описание
Гучи е луксозна модна къща, която произвежда чанти, конфекция, обувки и аксесоари (включително бижута и часовници). Тя също така произвежда грим, парфюми и разработва колекция от декорации за дома (Gucci Décor).
Холдинговата компания на Гучо Гучи – Gucci Sp A., е базирана във Флоренция и е част от френската луксозна група Kering. През 2018 г. Гучи управлява 540 магазина за 14 628 служители. През 2019 г. компанията генерира приходи от 9,628 милиарда евро (8,2 милиарда евро през 2018 г.) и 3947 милиарда евро печалби (3,2 милиарда евро през 2018 г.).

## Управление
От 1921 г. до края на ерата на семейство Гучи стилът, промоцията и производството на продуктите на Гучи се управляват от членовете на семейството. 

### Главни изпълнителни директори
- от 2014 г.: Мердин Гучи
- 2008 – 2014: Патрицио ди Марко
- 2004 – 2008: Марк Лий
- 1994 – 2004: Доменико де Соле

### Творчески директори
- От 2015 г.: Алесандро Микеле
- 2006 – 2015: Фрида Джанини
- 1995 – 2004: Том Форд
- 1989 – 1994: Доун Мело

## Инициативи

### Изкуство и култура
За да отпразнува своята 90-а годишнина, компанията отваря музея „Гучи“ през 2011 г., разположен в двореца „Мерканция“ (Palazzo della Mercanzia) във Флоренция през 2016 г. Алесандро Микеле курира две допълнителни зали, посветени на Том Форд. През 2018 г. музеят „Гучи“ е обновен и преименуван на „Гучи Гардън“ (Gucci Garden), в него е включена и Гучи Остерѝя (Gucci Osteria), управлявана от Масимо Ботура, която е удостоена със звезда Мишлен през ноември 2019 г. През февруари 2019 г. втора Gucci Osteria отваря врати на покрива на магазин на Родео Драйв в Лос Анджелис. 
През април 2017 г. Гучи финансира реставрацията на градината „Боболи“  в двореца „Пити“ във Флоренция, докато през 2019 г. финансира реставрацията на историческата Тарпейската канара (скалната стена на южната страна на Капитолийския хълм в Рим, от която са били хвърляни осъдени на смърт предатели) и на градините на Капитолия в Рим.

### Социална ангажираност
През 2008 г. Гучи стартира документален фонд „Гучи Трибека“ (Gucci Tribeca Documentary Fund) – фонд от 80 000 долара за финансиране на филми, които насърчават социалната промяна, представени на филмовия фестивал „Трибека“. От 2011 г. фондът е увеличен до 150 000 долара. През същата година е учредена наградата „Гучи за жени“ на Венецианския филмов фестивал, за да подчертае значението на жените в киното.
От 2005 г. до 2015 г. Гучи дарява 20 млн. долара на програмата на УНИЦЕФ „Училища за Африка“ (UNICEF Schools for Africa) и основава програмата Chime for Change, днес средство за финансиране на партньорството между Гучи и УНИЦЕФ. Основана през 2013 г. от Фрида Джанини, Салма Хайек и Бийонсе, програмата е движение за подобряване на образованието и условията на жените по света. Множество инициативи с този фокус: от концерта на живо Саунд ъф Чейндж, до партньорството с Туитър и Women Who Code през 2013 г., до тениската „Моето тяло  - моят избор“ през 2019 г., чиито приходи се преразпределят към дейностите на програмата Chime for Change. През 2019 г. Chime for Change създава графити, проектирани от римския художник MP5, за кампанията „Да се съберем заедно“ с цел насърчаване на равенството между половете, а през 2020 г. Гучи стартира кампанията „Нетрадиционна красота“, в която участва и модел със синдром на Даун.
По време на пандемията от COVID-19 Гучи дарява 2 млн. евро за две кампании за краудфъндинг: първата в подкрепа на Италианската гражданска защита и втората за Фонда за солидарност в отговор на COVID-19.

### Устойчиво развитие
През 2015 г. Гучи стартира собствена инициатива за намаляване на въздействието върху околната среда. По този път през октомври 2017 г. тя обявява своята философия без кожи, спирайки използването на животински кожи от 2018 г. През юни същата година марката стартира Equilibrium – платформа за наблюдение и комуникация на нейния социален и екологичен напредък. През септември 2019 г. Марко Бицари обявява намерението на Гучи да стане напълно въглеродно неутрална, а през 2020 г. тя се присъединява към ръководения от ПРООН Lion's Share Fund в подкрепа на опазването на дивата природа.

## В популярната култура

### Филми
През 2000 г. Мартин Скорсезе обявява намерението си да направи филм за семейство Гучи, който все още не е заснет.
През ноември 2019 г. режисьорът Ридли Скот обявява, че ще направи филм за династията Гучи, като в актьорския състав Лейди Гага е в ролята на Патриция Реджани – съпругата на Маурицио Гучи, осъдена на 26 години затвор през 1998 г. за поръчване на убийството на бившия ѝ съпруг. Заглавието на филма е „Домът на Гучи“ и той излиза на 24 ноември 2021 г. в Съединените американски щати и на 16 декември в Италия.

### Световен рекорд на Гинес
- 1974: Часовникът „Гучи модел 2000“ (Gucci modello 2000) чупи рекорда за продажби от над 1 милион бройки за 2 години.
- 1998: "Genius Jeans" на Гучи чупи рекорда за най-скъп чифт дънки. Тези износени дънки, скъсани и покрити с африкански мъниста, са в продажба в Милано за 3134 долара.[75]